# Carlos Mora
Carlos Mora Sabaté  (Tarragona, 19 de abril de 1990) es un jugador de voleibol, que juega en el SVG Lüneburg de Alemania.

## Trayectoria
Nació en Tarragona el 19 de marzo de 1990. Mide 1,97 metros de altura y pesa 88 kg. Juega de colocador y milita desde la temporada 2014-2015 el SVG Lüneburg de la Bundesliga. 
En la 2013-14 en el Club Voleibol Teruel  de la Superliga masculina, se proclamó campeón de la Liga.
En la temporada 2011-12, formó parte del Bantierra Fábregas Sport, equipo con el que logró ser semifinalista de la Copa del Rey 2011-2012 y en la temporada 2012-13 en el Ushuaïa Ibiza Voley con el que se clasificó para los cuartos de final.
Se formó en la cantera del Tarragona SPiSP, equipo con el que debutó en la Superliga masculina. Fue designado MVP de la Primera Vuelta de la SVM 2012-13 el 12 de diciembre de 2012 por la RFEVB. Ha logrado varias veces la nominación de la MVP de la Jornada: El más importante el del 13 de octubre de 2008 (1.ª Jornada SVM 2008-09), en su debut como titular en la máxima categoría con sólo 18 años. 7 de noviembre de 2012 (6.ª Jornada SVM 2011-12)
, el 19 de diciembre de 2012 (9.ª Jornada SVM 2011-12)., el 29 de octubre de 2012 (3.ª Jornada SVM 2012-13). y el 19 de noviembre de 2012 (6.ª Jornada SVM 2012-13). La RFEVB le incluyó en el siete ideal de la temporada regular de la Superliga masculina 2011-12 y en el de la primera vuelta de la temporada regular de la Superliga masculina 2012-13. Fue Plata en los Juegos del Mediterráneo de Pescara en el 2009 El 3 de abril de 2012, es incluido en la lista de 22 jugadores preseleccionados para el Preolímpico Europeo y entre los 24 para la Liga Europea. En el verano de 2013 ha disputado la Liga Europea y acumula 12 internacionalidades.

## Palmarés
Selección nacional:
- Medalla de plata en los Juegos del Mediterráneo de Pescara' 09.

Competiciones:
- Campeón Superliga 2014.
- 3ª puesto Bundesliga 2015.
- 2ª puesto POKAL 2015.
- 3ª puesto Bundesliga 2016.